# الاریز-ماسدا
الاریز-ماسدا (به اسپانیایی: Allariz – Maceda) یک منطقهٔ مسکونی در اسپانیا است که در گالیسیا واقع شده‌است.

## خصوصیات
الاریز-ماسدا ۳۸۲٫۱۵ کیلومترمربع مساحت و ۱۵٬۱۲۰ نفر جمعیت دارد.